# Scando-Slavica
Scando-Slavica – międzynarodowy półrocznik naukowy o tematyce slawistycznej i bałtologicznej, wydawany od 1954 roku. Scando-Slavica jest organem Stowarzyszenia Nordyckich Slawistów i Bałtologów, publikowanym przez wydawnictwo Taylor & Francis.